# Списак министара народне привреде Србије
На овој страни налази се списак министара народне привреде Србије.

## Кнежевина Србија(1880—1882)
| Слика | Почетак мандата   | Крај мандата   | Име и презиме (Године рођења и смрти) | Белешка                                            |
| ----- | ----------------- | -------------- | ------------------------------------- | -------------------------------------------------- |
|       | 2. новембар 1880. | 30. март 1883. | Јеврем Гудовић (1835—1900)            | Министар народне привреде у Влади Милана Пироћанца |

## Краљевина Србија(1882—1918)
| Слика | Почетак мандата   | Крај мандата   | Име и презиме (Године рођења и смрти) | Белешка                                                        |
| ----- | ----------------- | -------------- | ------------------------------------- | -------------------------------------------------------------- |
|       | 2. новембар 1880. | 30. март 1883. | Јеврем Гудовић (1835—1900)            | Министар народне привреде у Влади Милана Пироћанца             |
|       |                   |                | Алекса Н. Спасић                      | Друга Влада Николе Христића                                    |
|       |                   |                | Јеврем Гудовић                        | Прва Влада Милутина Гарашанина                                 |
|       |                   |                | Драгомир Рајовић                      | Прва Влада Милутина Гарашанина Друга Влада Милутина Гарашанина |
|       |                   |                | Ђорђе М. Павловић                     | Друга Влада Милутина Гарашанина: заступник                     |
|       |                   |                | Чедомиљ Мијатовић                     |                                                                |
|       |                   |                | Светозар Милосављевић                 |                                                                |
|       |                   |                | Стеван Р. Поповић                     |                                                                |
|       |                   |                | Владан Ђорђевић                       | Владе у време краља Милана Обреновића                          |
|       |                   |                | Стеван Р. Поповић                     | Владе у време намесништва                                      |
|       |                   |                | Коста Таушановић                      |                                                                |
|       |                   |                | Пера Велимировић                      |                                                                |
|       |                   |                | Илија Душманић                        |                                                                |
|       |                   |                | Светозар Гвоздић                      |                                                                |
|       |                   |                | Велизар Кундовић                      | Владе у време намесништва                                      |
|       |                   |                | Раша Милошевић                        | Владе у време краља Александра Обреновића                      |
|       |                   |                | Сима Лозанић                          |                                                                |
|       |                   |                | Лазар Р. Јовановић                    |                                                                |
|       |                   |                | Сима Лозанић                          |                                                                |
|       |                   |                | Михаило Петковић                      |                                                                |
|       |                   |                | Вучко Д. Стојановић                   |                                                                |
|       |                   |                | Љубомир Клерић                        |                                                                |
|       |                   |                | Сима Лозанић                          |                                                                |
|       |                   |                | Вукашин Петровић                      |                                                                |
|       |                   |                | Живан Живановић                       |                                                                |
|       |                   |                | Душан Спасић                          |                                                                |
|       |                   |                | Михаило М. Поповић                    |                                                                |
|       |                   |                | Милован Ђ. Миловановић                |                                                                |
|       |                   |                | Ђока Ј. Николић                       |                                                                |
|       |                   |                | Љубомир Ј. Новаковић                  | Владе у време краља Александра Обреновића                      |
|       |                   |                | Ђорђе Генчић                          | Владе у време краља Петра I Карађорђевића                      |
|       |                   |                | Тодор Петковић                        |                                                                |
|       |                   |                | Светолик Радовановић                  |                                                                |
|       |                   |                | Иван Павићевић                        |                                                                |
|       |                   |                | Милорад Драшковић                     |                                                                |
|       |                   |                | Коста Стојановић                      |                                                                |
|       |                   |                | Михаило М. Поповић                    |                                                                |
|       |                   |                | Коста Главинић                        |                                                                |
|       |                   |                | Јаша Продановић                       |                                                                |
|       |                   |                | Милан Капетановић                     |                                                                |
|       |                   |                | Коста Стојановић                      |                                                                |
|       |                   |                | Јован П. Јовановић                    |                                                                |
|       |                   |                | Велизар С. Јанковић                   |                                                                |
|       | 1914.             | 1917.          | Војислав Д. Маринковић                |                                                                |
|       |                   |                | Велизар С. Јанковић                   |                                                                |

## Подручје Војног заповедника у Србији(1941—1944)
| Слика | Почетак мандата   | Крај мандата      | Име и презиме (Датум рођења и смрти) | Белешка                                                        | Странка |
| ----- | ----------------- | ----------------- | ------------------------------------ | -------------------------------------------------------------- | ------- |
|       | 30. април 1941.   | 29. август 1941.  | Милосав Васиљевић (1900—1978)        | Комесар народне привреде у Комесарској управи Милана Аћимовића | ЗБОР    |
|       | 29. август 1941.  | 11. октобар 1942. | инж. Михаило Олћан (1894—1961)       | Министар народне привреде у Влади народног спаса Милана Недића |         |
|       | 11. октобар 1942. | 4. октобар 1944.  | др Милорад Недељковић (1883—1961)    | Министар народне привреде у Влади народног спаса Милана Недића |         |

## Република Србија(2001—данас)
| Слика | Почетак мандата    | Крај мандата       | Име и презиме (Датум рођења и смрти) | Странка                             | Белешка                                                                                              |
| ----- | ------------------ | ------------------ | ------------------------------------ | ----------------------------------- | --- |
|       | 25. јануар 2001.   | 3. март 2004.      | Александар Влаховић (1963—)          |                                     | Министар привреде и приватизације у Влади Зорана Ђинђића и Влади Зорана Живковића                    |
|       | 3. март 2004.      | 19. октобар 2004.  | Драган Маршићанин (1950—)            | Демократска странка Србије          | Министар привреде у Првој влади Војислава Коштунице                                                  |
|       | 19. октобар 2004.  | 15. мај 2007.      | Предраг Бубало (1954—)               | Демократска странка Србије          | Министар привреде у Првој влади Војислава Коштунице                                                  |
|       | 15. мај 2007.      | 14. март 2011.     | Млађан Динкић (1964—)                | Г17 плус                            | Министар економије и регионалног развоја у Другој влади Војислава Коштунице и Влади Мирка Цветковића |
|       | 14. март 2011.     | 27. јул 2012.      | Небојша Ћирић (1974—)                | Г17 плус                            | Министар економије и регионалног развоја у Влади Мирка Цветковића                                    |
|       | 27. јул 2012.      | 2. септембар 2013. | Млађан Динкић (1964—)                | Г17 плус / Уједињени региони Србије | Министар финансија и привреде у Влади Ивице Дачића                                                   |
|       | 2. септембар 2013. | 24. јануар 2014.   | Саша Радуловић (1965—)               | Независни политичар / Доста је било | Министар привреде у Влади Ивице Дачића                                                               |
|       | 24. јануар 2014.   | 27. април 2014.    | Игор Мировић (1968—)                 | Независни политичар                 | В.Д. министра привреде у Влади Ивице Дачића                                                          |
|       | 27. април 2014.    | 4. август 2014.    | Душан Вујовић (1951—)                | Независни политичар                 | Министар привреде у Прва влада Александра Вучића                                                     |
|       | 4. август 2014.    | 11. август 2016.   | Жељко Сертић (1967—)                 | Српска напредна странка             | Министар привреде у Првој влади Александра Вучића                                                    |
|       | 11. август 2016.   | 28. октобар 2020.  | Горан Кнежевић (1957—)               | Српска напредна странка             | Министар привреде у Другој влади Александра Вучића и Првој влади Ане Брнабић                         |
|       | 28. октобар 2020.  | 26. октобар 2022.  | Анђелка Атанасковић (1958—)          | Српска напредна странка             | Министар привреде у Другој влади Ане Брнабић                                                         |
|       | 26. октобар 2022.  | 11. јул 2023.      | Раде Баста                           | Српска напредна странка             | Министар привреде у Трећој влади Ане Брнабић                                                         |
|       | 11. јул 2023.      | 2. мај 2024.       | Слободан Цветковић                   | Социјалистичка партија Србије       | Министар привреде у Трећој влади Ане Брнабић                                                         |
|       | 2. мај 2024.       |                    | Адријана Месаровић                   | Српска напредна странка             | Министар привреде у Влади Милоша Вучевића                                                            |